# Fakürt
Fakürt (ungarisch, „Holzhorn“), auch kürt („Horn“), ist eine in der ersten Hälfte des 20. Jahrhunderts aus dem Alltag verschwundene Naturtrompete mit einem überwiegend zylindrischen Holzrohr, die hauptsächlich von Schafhirten und Bauern in Ungarn als Signalinstrument verwendet wurde. Die zum Typus des Alphorns gehörende Holztrompete war bei den Szeklern in Rumänien bis zu 2,5 Meter und in der Großen Ungarischen Tiefebene weniger als einen Meter lang.

## Herkunft und Verbreitung

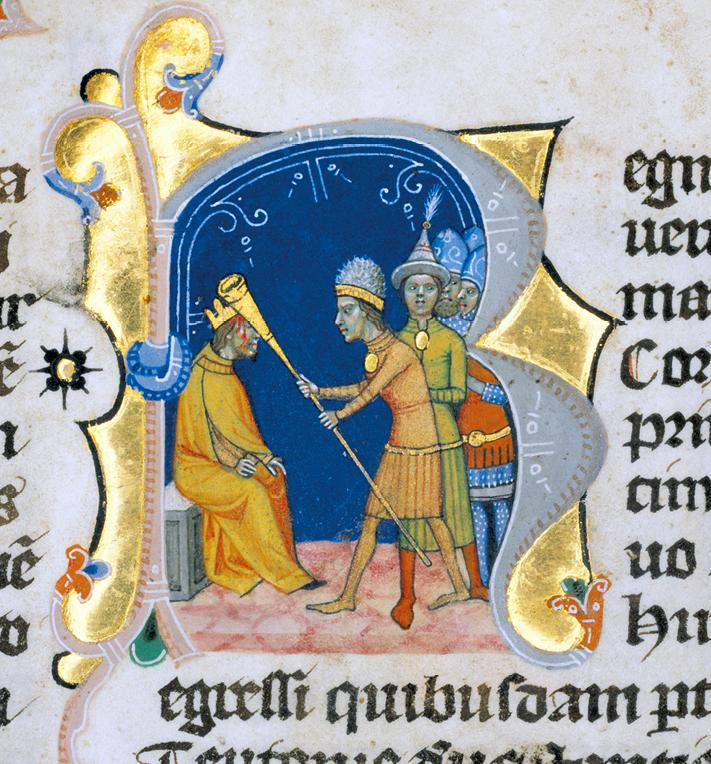
Das Detail einer Initiale in der Ungarischen Bilderchronik aus dem 14. Jahrhundert zeigt die Legende, wonach der gefangene ungarische Fürst Lehel den siegreichen deutschen Herzog Heinrich mit einer Langtrompete niederschlug. Die wohl älteste Abbildung einer ungarischen Holztrompete.

Naturtrompeten und Tierhörner produzieren entweder nur einen Ton oder mehrere Obertöne der Naturtonreihe und sind in großer Formenvielfalt weltweit verbreitet. Zur möglichen Herkunft und der Verbreitung der nord- und osteuropäischen Holztrompeten siehe den Artikel Bazuna über die im Norden Polens von den Kaschuben gespielte hölzerne Langtrompete.
Während die Holztrompete in Westeuropa abgesehen vom Alphorn (und dem Büchel) in der Schweiz kaum noch anzutreffen ist, lebt ihre Tradition in einigen ländlichen Gemeinschaften in Osteuropa fort. Verwandte Blasinstrumente in der Region sind die trembita der Huzulen in der Ukraine und die hölzerne lur, die neben der Birkenrindentrompete neverlur in Norwegen vorkommt.
Den engen musikalischen Grenzen entsprechen die wenigen Verwendungsmöglichkeiten der europäischen Holztrompeten: Sie stehen üblicherweise in einer Verbindung mit der saisonalen Weidewirtschaft der Schäfer, die im Frühsommer ihre Herden über größere Entfernungen auf die Hochweide und bei Wintereinbruch in Stallungen ins Tal treiben. Diese Form der Transhumanz wird bis heute in den Pyrenäen, den Alpen, in den Ländern des Balkan, in den Karpaten, im Baltikum und in Skandinavien betrieben. Häufig war dort zumindest früher die Holztrompete ein Hilfsmittel für die Viehhirten. Den Hirten dienen diese Instrumente dazu, ihre Herde zusammenzutreiben und Raubtiere fernzuhalten. Darüber hinaus warnen sie vor Gefahren; Waldarbeiter und Fischer übermitteln Nachrichten mit Trompetensignalen. Ferner haben Holztrompeten nach alten kultischen Überlieferungen eine magische Bedeutung für Hirten sowie in den Dörfern bei Weihnachtsbräuchen und anderen jahreszeitlichen Feiern. Ihr Klang soll Geister vertreiben und vor dem Bösen schützen. Als Melodieinstrumente in der Volksmusik gespielte Holztrompeten haben heute bei Folkloreveranstaltungen eine symbolische Bedeutung für die auf eine Hirtenkultur zurückgeführte nationale Identität. In der Schweiz, bei den Huzulen in der Ukraine (trembita), in Rumänien (mit dem alten lateinischen Namen bucium), bei den Kaschuben in Polen (bazuna) und anderswo gelten Holztrompeten als „nationale“ Instrumente.
Der Name bucium verweist auf die Bucina und der Name truba für belarussische, finnische, ukrainische und weitere osteuropäische Holztrompeten steht (wie die ukrainische Maultrommel drymba) mit der Tuba in einer sprachlichen Beziehung. Bucina und Tuba waren römische Bronzetrompeten, die als militärische Signalgeber dienten. Auch die spätmittelalterlichen Feldtrompeter und Pauker im Königreich Ungarn, die mit ihren Instrumenten Signale übermittelten oder ihre Ankunft kundtaten, standen in militärischen Diensten. Die ungarische Kriegsmacht basierte auf Reiterheeren, weshalb die Feldmusiker zu Pferde die Trommel schlugen und Trompete bliesen. Außerdem gehörten im 15. und 16. Jahrhundert Dudelsack (duda) und Maultrommel (doromb) zu den Feldinstrumenten. Neben den Feldtrompetern gab es Trompeter in städtischen Diensten („Türmer“), die im 16. Jahrhundert in Ungarn zu Berufsmusikern geworden waren und die Trompete sowie andere Instrumente auch in der Kirchenmusik spielten. Eine weitere Berufsgruppe bildeten die Hoftrompeter, deren Tätigkeit an den ungarischen Fürstenhöfen für einige von ihnen, die als Musiker angesehen wurden, über das Signalblasen hinausging.
Die in den unterschiedlichen offiziellen Funktionen spielenden Trompeter von Blechtrompeten sind in den ungarischen literarischen Quellen vom 10. bis zum 19. Jahrhundert belegt. Der erste schriftliche Nachweis für das Naturhorn in Ungarn ist der Name kürtös („Hornspieler“), der aus dem 13. Jahrhundert überliefert ist. Die Holztrompete fakürt ist namentlich seit dem 15. Jahrhundert bekannt. In einer militärischen Anordnung des Jahres 1463, während der Regierungszeit des Königs Matthias Corvinus, heißt es, die Szekler Soldaten sollten mit „tympanis et zaldobomibus“ herbeigerufen werden, also mit Trommeln und Holztrompeten, denn zaldog oder zádog bedeutete „Holztrompete aus Lindenholz“. In einer bebilderten Handschrift aus dem 14. Jahrhundert, der Ungarischen Chronik des Kálti Márk, ist in einer Initiale eine Langtrompete – nach Länge und Form eine Holztrompete – dargestellt, mit welcher der in der Schlacht auf dem Lechfeld 955 unterlegene und gefangengesetzte ungarische Fürst Lehel nach der Legende den deutschen Herzog Heinrich niederschlug.

Alphornbläser in Tracht. Genreszene des Schweizer Malers und Grafikers Gabriel Lory von 1824.

Die Holztrompeten und Naturhörner wurden in der Volkstradition hauptsächlich als Hirteninstrumente überliefert. Schäfer und Bauern bliesen die Holztrompete in Ungarn bis in die erste Hälfte des 20. Jahrhunderts, die Szekler verwendeten sie bis ungefähr in die 1930er/1940er Jahre. Ungarische Schweinehirten besaßen bis in die 1960er Jahre ein aus Rinderhorn gefertigtes Blasinstrument (kanásztülök). Bis zu dieser Zeit wurden auch noch Blechtrompeten („modernisierte“ Holztrompeten) zur Signalgebung eingesetzt.
Anfang des 20. Jahrhunderts wurden Trompeten in der Volksmusik eher geringgeschätzt, obwohl sie ein Jahrhundert zuvor noch eine führende Rolle in den Kapellen innegehabt hatten. So schrieb der Amateurmusiker Fabó Bertalan (1868–1920) im Jahr 1908: „Das Blechinstrument ist beim Ungarntum nicht beliebt; bei den ungebildeten und rückständigeren Zigeunerkapellen auf dem Lande findet sich zwar eine Blechtrompete, die dann bei Hochzeitszügen auf den Gartenwegen gnadenlos geblasen wird...“ Volksmusikkapellen mit Trompeten waren zwar in jener Zeit selten – sie verbreiteten sich erst ab den 1930er Jahren in den ungarischen Dörfern, doch Holztrompeten und Naturhörner waren noch so weit verbreitet, dass Volkskundler sie in großer Zahl sammelten und in die Ethnographischen Museen brachten. Im Jahr 1911 veröffentlichte Béla Bartók eine für die ungarische Volksmusikforschung wesentliche Schrift über Holztrompeten und Hörner. Auf Bartók (1935) geht die in die Fachliteratur eingegangene Benennung havasikürt („Alpen-Horn“, wörtlich „Horn der Schneeberge“) zurück.

## Bauform
Neben fakürt kamen weitere regionale Bezeichnungen vor, die auf Form und Verwendung der Holztrompete hinweisen. Bei den Szeklern sind dies: pásztorkürt („Hirtenhorn“), nyírfakürt („Birkenholzhorn“, falls mit Birkenrinde umwickelt), hárskürt, szádokkürt und zádogkürt („Lindenhorn“, falls mit Lindenbast umwickelt). In der Tiefebene waren für die kleinere Holztrompete folgende Namen geläufig: duda („Tröte“, häufiges slawisches Wort für Blasinstrumente), speziell füzfaduda („Weidenholztröte“) und víziduda („Wassertröte“, weil eine undicht gewordene Trompete in Wasser gelegt wurde, damit sich die Undichtigkeit durch das quellende Holz von selbst schloss).

### Holztrompete der Szekler

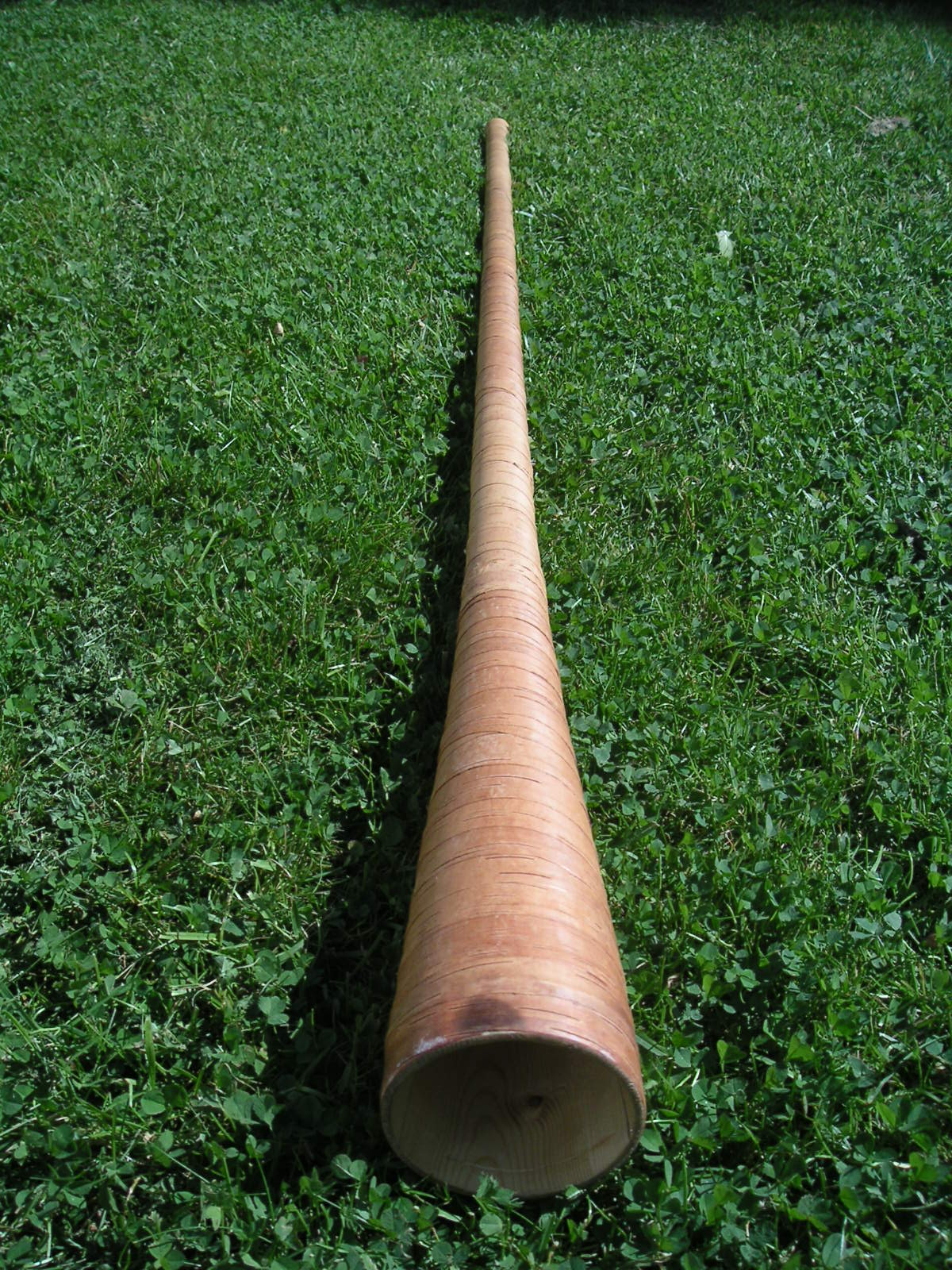
Norwegische Birkenrindentrompete neverlur.

Bei der ungarischen Minderheit in Rumänien besteht die fakürt aus einem 1,5 bis 2,5 Meter langen, annähernd zylindrischen Holzrohr, dessen unterer Teil sich konisch erweitert und aufgebogen ist. Für die mehr oder weniger starke Krümmung muss ein entsprechend gewachsener, junger Tannen- oder Ahornbaum gefunden werden. Der unterhalb der Krümmungsstelle umgesägte Baum wird nach der traditionellen Herstellungsmethode, die im Prinzip bei allen Holztrompeten gleich ist, entrindet und mit der Axt längs in zwei Hälften gespalten. In einem zeitaufwendigen Arbeitsprozess werden beide Hälften mit einem Hohlbeitel rinnenförmig ausgestemmt und geglättet. Die wieder aufeinandergelegten Hälften werden zur ersten Fixierung an drei oder vier Stellen mit Draht umwickelt. Um die Trennflächen luftdicht zu verschließen, wird erhitztes flüssiges Tannenharz darüber gegossen. Über das gesamte Rohr geträufelte Harz sorgt für eine bessere Haftung der nun umgewickelten Rindenstreifen aus Birkenrinde oder Lindenbast. Um die in vier bis fünf Zentimeter breiten, spiralförmig um den Stamm geschnittenen und sodann abgezogenen Rindenstreifen weicher zu machen, werden sie vor der Verarbeitung in warmes Wasser gelegt. Die Umwicklung erfolgt vom dünneren, oberen Ende (Anblasöffnung) ausgehend mit überlappenden, straff gezogenen Streifen, bis das Rohr vollständig von Rinde umgeben ist. Um die Luftdichtigkeit einer Holztrompete zu prüfen, verschließt man die Anblasöffnung mit einem Holzpfropf und gießt Wasser hinein.
Bei einigen im Ethnografischen Museum in Budapest befindlichen Trompeten, die aus dem Komitat Csík stammen, besteht die Röhre nicht aus Holz, sondern aus der Rinde einer jungen Weide, die nach einem Längsschnitt an einem Stück vom Stamm abgehoben und zu einem Rohr gerollt wird. Um dieses Rindenrohr werden nun wie bei der Holztrompete Birkenrindenstreifen gewickelt.
Im 19. Jahrhundert gab es in fast ganz Ungarn Holztrompeten, die auch mit anderen Materialien umwickelt waren. Exemplare aus dem Mátra-Gebirge im zentralen Norden des Landes sind mit Tierhautstreifen und einige aus der Tiefebene mit in Wachs getränktem Leinenstoff umwickelt. Einem Bericht vom Ende des 19. Jahrhunderts zufolge gab es im Bakonywald mit Schafdarm umwickelte Trompeten.
Als Mundstück (szipka, „Spitze“) dient die 10 Zentimeter lange Zweigspitze einer drei- bis vierjährigen Tanne mit einem Durchmesser von 20 bis 25 Millimetern, die in der Mitte quer umlaufend 6 Millimeter tief eingeschnitten wird. Indem man das Holzstück mit beiden Händen seitlich festhält und gegeneinander dreht, löst sich auf einer der beiden Seiten ein röhrenförmiges Stück am entsprechenden Wachstumsring, das abgezogen werden kann. Die dickere Hälfte wird nun trichterförmig ausgebildet und die dünnere Hälfte gegebenenfalls noch etwas zugespitzt, damit sie in das Rohrende passt.

### Holztrompete in der Tiefebene

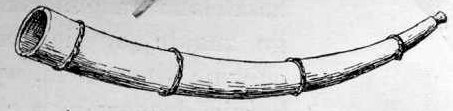
Holztrompete ligawka aus Zentralpolen. Zeichnung in der 1900–1903 erschienenen „Altpolnischen Enzyklopädie“ von Zygmunt Gloger.

Die 70 bis 100 Zentimeter langen Holztrompeten in der Großen Ungarischen Tiefebene sind von ähnlicher Bauart wie bei den Szeklern, wobei hier Ahorn-, Weiden- und Pappelholz verwendet wird. Die Rohrhälften sind nicht vollständig mit Rindenstreifen umwickelt, sondern werden je nach Länge an vier oder fünf Stellen von Weidengerten oder Blechringen zusammengehalten.
Diese Bauart ist auch bei anderen osteuropäischen Holztrompeten üblich, etwa bei der etwa drei Meter langen busókürt der Šokci (Schokatzen), der südslawischen Minderheit in der Gegend von Mohács in Südungarn. Der ungarische Name (regional wurde sie obremenica genannt) verweist auf den vormaligen Einsatz der Trompete bei den dortigen Maskenspielen busójárás zur Fastnachtszeit.
Das Mundstück (hier sípóka) der Trompeten in der Tiefebene wird aus Kirschen-, Maulbeer- oder einem anderen Obstbaumholz angefertigt und ist kessel- oder trichterförmig mit unterschiedlichen Enddurchmessern ausgebildet. Die Bohrungen haben Durchmesser zwischen 3 und 6 Millimeter.

## Spielweise
Besonders lange Holztrompeten werden beim Spiel nicht waagrecht gehalten, sondern mit der Krümmung der gebogenen Trichteröffnung auf den Boden oder auf einen untergelegten Gegenstand gestellt. Der Spieler kann dumpfe, aber mehrere Kilometer weit vernehmbare Töne vom ersten bis – von seiner Konstitution und der Abmessung der Röhre abhängig – maximal zum elften Oberton produzieren. Den überwiegend praktischen Verwendungszwecken der Holztrompeten gemäß bliesen Hirten, Fischer oder Bauern als Warnsignale und zur Verständigung dienende einfache Tonfolgen. Die Bläser übernahmen häufig aus dem Militärwesen bekannte Signale. Damit versuchten etwa die Szekler Hirten Raubtiere, vor allem Bären und Wölfe, von ihrer Herde fernzuhalten.
Um Komárom im Nordwesten Ungarns verwendeten Fischer halászkürt („Fischerhorn“) oder halászduda („Fischertröte“) genannte, kurze Holztrompeten als Signalinstrumente. Damit sie weit zu hören sein sollten, bliesen die Fischer die Trompeten waagrecht dicht über der Wasseroberfläche. In dieser Gegend meldeten die Betreiber von Wassermühlen mit Trompetensignalen den Bauern im Umkreis, dass sie weiteres Getreide zum Mahlen bräuchten.
Zum Musizieren wurden Holztrompeten zuletzt nur selten verwendet. Einer Beschreibung von 1868 zufolge bedienten sich die Szekler Hirten auf ihren Bergweiden abends der Holztrompete, um über große Entfernungen untereinander Nachrichten auszutauschen. Dafür müssen sie die Bedeutung bestimmter Tonfolgen festgelegt haben, die jedoch für Ungarn nicht überliefert sind, wohl aber für die noch im 19. Jahrhundert in der Slowakei gespielte Rinden- und Holztrompete truba. In einer ethnographischen Schrift von 1907 ist eine kurze gekrümmte Holztrompete abgebildet, mit der in einer Bauernfamilie um Debrecen im Osten das Mittagessen angekündigt wurde.
Von ungarischen Hirten in der Volksmusik verwendete Blasinstrumente sind die Kernspaltflöte furulya mit sechs Fingerlöchern und der Dudelsack duda.